# مارسيل لوتكا
مارسيل لوتكا (مواليد 25 مايو 2001) هو لاعب كرة قدم بولندي يلعب كحارس مرمى في نادي بوروسيا دورتموند.

## روابط خارجية
- مارسيل لوتكا على موقع الاتحاد الأوربي (الإنجليزية)
- مارسيل لوتكا على موقع قاعدة بيانات كرة القدم.إي يو (الإنجليزية)
- مارسيل لوتكا على موقع بيانات كرة القدم. دي إي (الألمانية)
- مارسيل لوتكا على موقع Soccerbase.com (لاعب) (الإنجليزية)
- مارسيل لوتكا على موقع Soccerway.com (الإنجليزية)
- مارسيل لوتكا على موقع عالم كرة القدم.نت (الإنجليزية)